# 撒哈拉梳趾鼠
沟齿梳趾鼠（学名：Massoutiera mzabi）是啮齿目梳齿鼠科的一种，分布于撒哈拉沙漠中部地区的阿尔及利亚、马里、乍得和尼日尔等地，最早由法国动物学家费尔南·拉塔斯特描述。